# Carl Hagenbeck

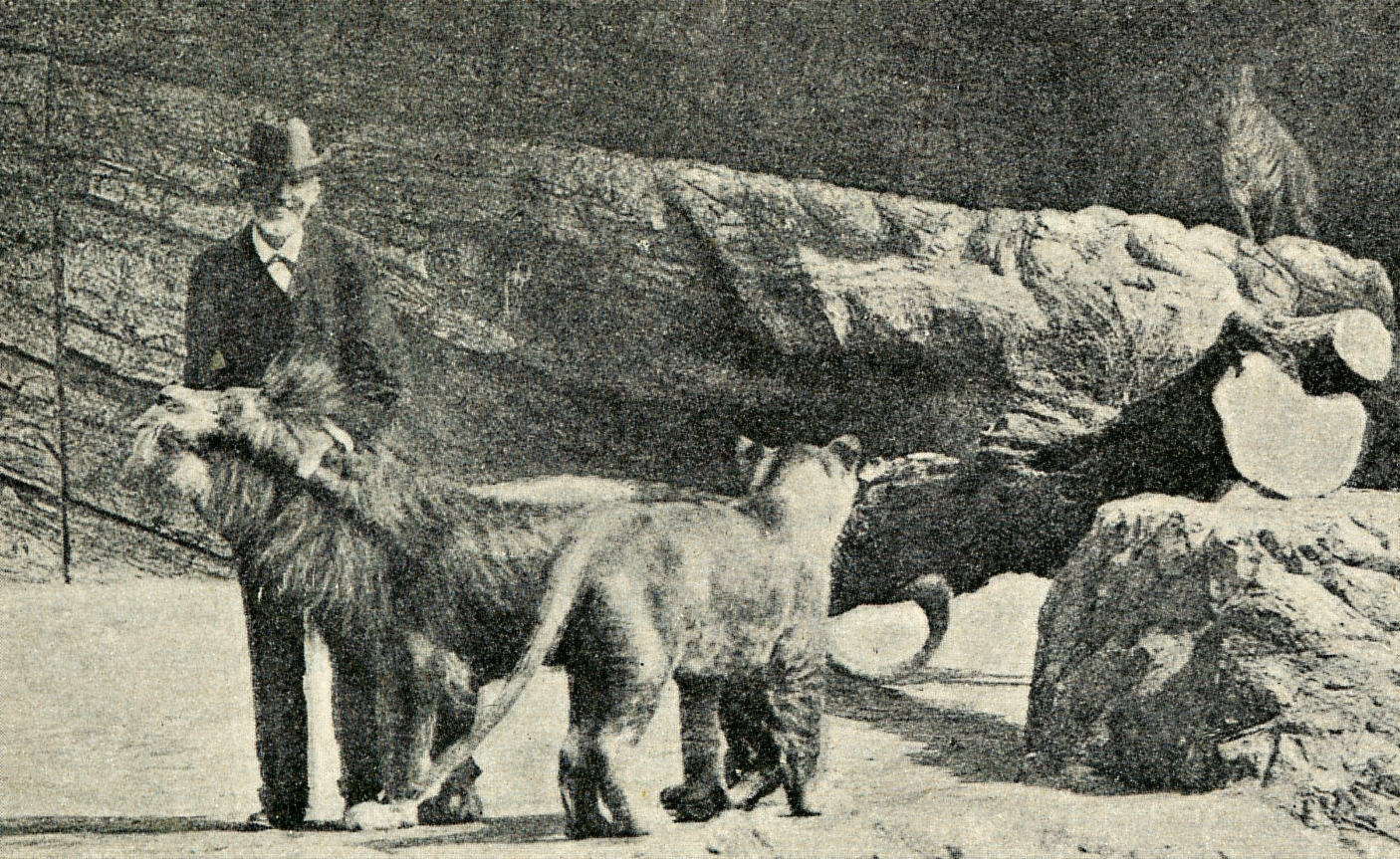
Carl Hagenbeck, 1907.

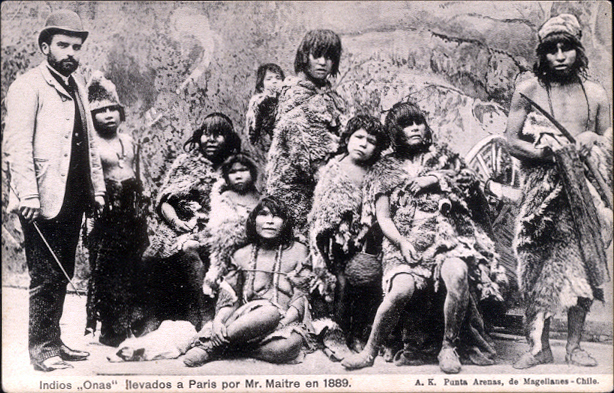
Selknam, mostrados en París en 1889.

Carl Hagenbeck (10 de junio de 1844 - 14 de abril de 1913) fue un zoólogo, domador y director de circo alemán, nacido en Hamburgo. Fue un importante precursor de las exposiciones antropozoológicas y fundador del zoológico Tierpark Hagenbeck en 1907. Este zoológico se desarrolla en el contexto del zoológico moderno, el cual se encontraba permeado por los ideales de conservación y apreciación de la naturaleza que trajo la modernidad.
Hagenbeck nació y creció en un ambiente que propició su interés por el trato y la exposición de animales, ya que su padre era pescador y un ávido comerciante de estos, este proveía a los grandes zoológicos de animales salvajes, lo cual permitió que Hagenbeck desarrollara sus propias ideas y, a su vez, adquiriera experiencia sobre la tenencia y el manejo de animales. Así pues, a los 20 años estaba encargado de la vigilancia de la colección de animales salvajes reunida por su padre.
En varias expediciones cinegéticas logró ampliar su colección hasta hacer de ella la base de una empresa, internacionalmente conocida, dedicada a surtir de fieras a los zoos y circos de todo el mundo. Sus animales domados se exhibieron en toda Europa y en Estados Unidos, donde surtía los parques de atracciones de Coney Island.
Las exhibiciones realizadas en el Tierpark Hagenbeck se distinguieron por tener una estructura diferente al modelo de zoológico que se venía desarrollando, ya que no contaba con jaulas y barrotes, sino que las exhibiciones se daban en espacios abiertos rodeados de fosos y con un alambrado bajo.
En 1902 adquirió una gran extensión de terreno en Stelligen, cerca de Hamburgo, donde estableció su famoso parque zoológico con el propósito de que sus animales vivieran en él como en su «ambiente natural». Un novedoso concepto que al ir extendiéndose dará inicio al zoológico moderno.
Hagenberck fue miembro de la Sociedad de Antropología, Etnología y Prehistoria de Berlín.

## Exposiciones Antropozoológicas
En 1874, se decide a exhibir seres humanos, comenzando con: samoanos y lapones, como "poblaciones puramente naturales", con sus tiendas, arpones, trineos, así como una manada de caribúes.  Esta primera exhibición con lapones la realizó en el zoológico de Hamburgo para más tarde presentar el mismo grupo en Leipzig y Berlín.
En 1876, envía un colaborador a Sudán para traer animales salvajes y personas de la nación Nuba. La exhibición de nubas fue muy exitosa en Europa, recorriendo París, Londres, Berlín. Entonces envía a su agente al Labrador para asegurarse la venida de un cierto número de esquimales (inuit) del asentamiemnto de Hopedale; esas personas inuit fueron exhibidas en su zoológico Hamburg Tierpark. Hagenbeck exhibe a estos seres humanos, considerados "salvajes", en su "estado natural", y fue la probable fuente de inspiración para que Geoffroy de Saint-Hilaire hiciera algo similar con su "zoo humano" exhibido en el Jardín de Aclimatación en París. Saint-Hilaire organiza en 1877 dos exhibiciones "etnológicas", presentando a nubas y a inuits al público, con tal expectación que se duplicaron las entradas al zoo.
Uno de los aspectos que caracterizaban las exposiciones étnicas de Hagenbeck era la simulación del hábitat natural evitando cualquier tipo de elemento artificial, con el fin de recrear de manera auténtica el ambiente nativo de las tribus que se exhibían. Así, podía ofrecer a sus espectadores una mirada más real de la forma en la que vivían estas personas. En las exhibiciones se pretendía, también, mostrar la relación entre los animales con las personas. 
La elección de las etnias a exhibir se enmarcaba en el nivel de excentricidad y singularidad de las mismas, sin embargo, durante la exhibición, las costumbres y rituales de estos grupos eran tergiversados y se promovían varias veces al día para entretener a los espectadores.
La relación de Hagenbeck con las etnias que exhibía era de índole económico, se realizaba una firma de contratos en los que se estipulaban las condiciones de pago y la tareas a realizar por los exhibidos. Sin embargo en 1881 secuestra un grupo de 11 káwesqar (hombres, mujeres y niños) de la zona austral de Chile llevándolos a Europa para ser exhibidos en jaulas; en dicho periplo por diversas partes de Europa, sufrieron vejaciones físicas y sexuales, muriendo de enfermedades e inanición.
En 1905, Hagenbeck aprovechó sus habilidades para capturar mil camellos para el imperio alemán para su uso en África. Describió sus aventuras y métodos de captura y entrenamiento de animales en su libro Beasts and Men, publicado en 1909. En él describe un críptido, el Mokele-mbembe, del que afirma haber recibido informes de habitar en el interior de Rhodesia. Hagenbeck creía que debía ser una especie de dinosaurio, similar a un brontosaurio, y lo buscó sin éxito. Su afirmación fue noticia en periódicos de todo el mundo y ayudó a lanzar la leyenda del mokele-mbembe.
Hagenbeck murió el 14 de abril de 1913 en su zoológico de Hamburgo, por la mordedura de una serpiente venenosa, probablemente una boomslang.

## Abreviatura (zoología)
La abreviatura Hagenbeck  se emplea para indicar a Carl Hagenbeck como autoridad en la descripción y taxonomía en zoología.